# Štajer
Štajer je naselje u slovenskoj Općini Kostelu. Štajer se nalazi u pokrajini Dolenjskoj i statističkoj regiji Jugoistočnoj Sloveniji. 

## Stanovništvo
Prema popisu stanovništva iz 2002. godine naselje je imalo 5 stanovnika.